# Роман IV Діоген
Рома́н IV Діоге́н (грец. Ρωμανὸς Δ' Διογένης, Rōmanós IV Diogénēs; 1030 — 1072) — імператор Візантії (1068—1071). Представник аристократичного роду Діогенів. Син візантійського полководця Костянтина Діогена. Зайняв візантійський трон завдяки шлюбові з імператрицею Євдокією. За свого правління намагався спинити військовий занепад імперії й покласти край нападам турків-сельджуків на Сході. Зазнав від них розгромної поразки під Манцикертом, потрапив до полону (1071). Перебуваючи у турецькій в'язниці був скинутий з престолу Михаїлом VII внаслідок перевороту. Після звільнення спробував повернути собі владу, але був заарештований новим режимом, осліплений і засланий до монастиря, де й помер від ран. Також — Рома́н IV.

## Біографія
Роман IV Діоген походив із шляхетської анатолійської сім'ї. Син Костянтина Діогена  і доньки візанійського принца Василія Аргира. Був архонтом (управителем) Сердіки (тепер столиця Болгарії Софія). Його військова кар'єра почалась за Костянтина X, коли він відзначився у боротьбі проти печенігів. У 1067 році його звинуватили в участі в змові проти Костянтина X, викликали в Константинополь і засудили до смерті. Однак присуд замінили засланням і після смерті Костянтина X 21 травня 1067 зовсім зняли з виконання. Його першою дружиною була Ганна, дочка болгарського царя. Вони мали сина Костянтина, який помер молодим. Після смерті Костянтина X Роман одружився з його вдовою Євдокією і отримав титул співімператора. Констянтина залучили до участі в управлінні державою.
На початку свого правління Роман успішно боровся з сельджуками. У 1071 році у битві при Манцикер султан Алп-Арслан його переміг, розбив військо, а самого захопив у полон. Однак, через деякий час, після заплаченого викупу та мирного договору, Романа відпустили. За час полону у Константинополі пройшли зміни. Син Констянтина Х — Михайло VII зайняв трон. Роман пробував відвоювати престол, однак безуспішно. Його знову полонили, а наприкінці червня 1072 року осліпили розпеченим залізом на Принцевих островах. Через кілька днів  він помер від ускладнень осліплення.
Роман був другим імператором після Валеріана, що потрапив у полон до ворога.

## Сім'я
- 1-а дружина: Алусіан Болгарська
  - Костянтин
- 2-а дружина: Євдокія Макремболітіса
  - Лев
  - Никифор